# 政治学研究科
政治学研究科（せいじがくけんきゅうか、英称：The Graduate School of Political Science）は、日本の大学院研究科のうち、政治学に関する高度な教育・研究を行う機構の1つである。具体的な研究分野については政治経済学部も参照。

## 概要
主に、政治経済学部の上位に連続した形で設置され、博士前期課程（修士課程）および博士後期課程（博士課程）あるいはそれに相当する課程で構成される。学位は、修士課程は修士（政治学）を、博士課程は博士（政治学）を修めることができる。包摂する領域を掲げる研究科、専攻またはコースは、それに相当する専攻名称等に応じた学位を修める。
近年は、研究科名称や専攻名称の多様化あるいは隣接する研究分野（社会学、経済学、法律学、国際関係学的な側面など）との境が必ずしも専門外の者からはその相関関係が分かり辛いこともある。

## 政治学研究科を置く大学
- 学習院大学
- 国士舘大学
- 早稲田大学
- 法政大学
- 東海大学

## 政治学研究科と類似する研究科名称
- 東京大学 -  法学政治学研究科
- 成蹊大学 - 法学政治学研究科
- 二松学舎大学 - 国際政治経済学研究科
- 青山学院大学 - 国際政治経済学研究科
- 武蔵野大学 - 政治経済学研究科
- 明治大学 - 政治経済学研究科
- 聖学院大学 - 政治政策学研究科

## 政治学を専攻できる他の研究科名称
- 北海道大学 - 法学研究科 法学政治学専攻
- 金沢大学 - 法学研究科 法学・政治学専攻（博士後期課程は人間社会環境研究科法学・政治学コース）
- 京都大学 - 法学研究科 政治学専攻
- 大阪大学 - 法学研究科 政治学専攻
- 九州大学 - 法学研究院 法政理論専攻（旧・政治学専攻）
- 東京都立大学 - 法学政治学研究科 法学政治学専攻
- 大阪市立大学 - 法学研究科 法学政治学専攻
- 北海学園大学 - 法学研究科 政治学専攻
- 大東文化大学 -  法学研究科 政治学専攻
- 日本大学 - 法学研究科 政治学専攻
- 立教大学 - 法学研究科 法学政治学専攻
- 慶應義塾大学 - 法学研究科 政治学専攻
- 同志社大学 - 法学研究科 政治学専攻
- 関西学院大学 - 法学研究科 法学・政治学専攻
- 姫路獨協大学 - 法学研究科 政治学専攻